# Anat Fort

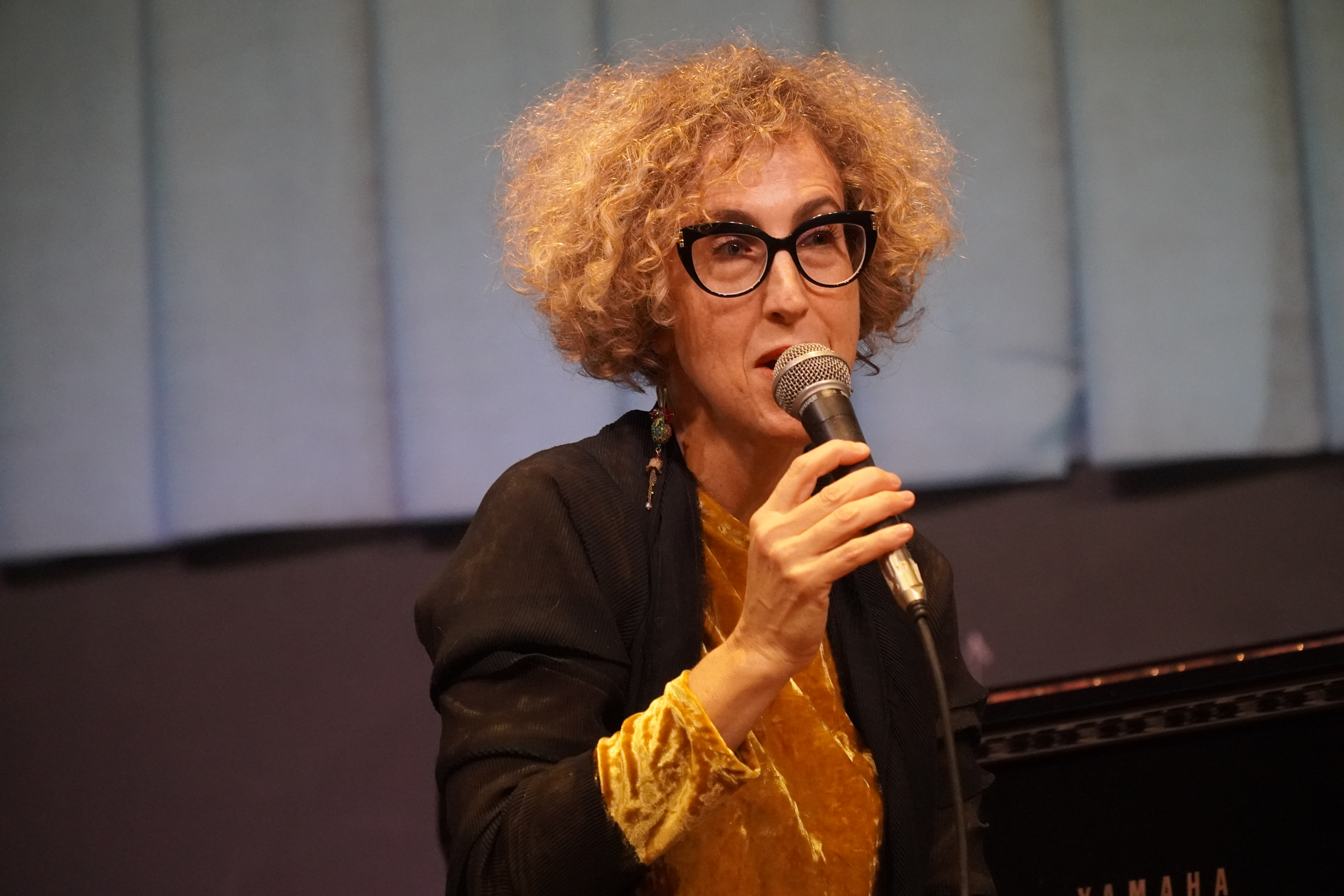
Anat Fort, 2020

Anat Fort (* 8. März 1970 nahe Tel Aviv) ist eine israelische Pianistin des Modern Jazz und eine Komponistin.

## Leben und Wirken
Fort wuchs als Kind mit klassischer Musik auf und erhielt Klavierunterricht. Schon früh begann sie zu improvisieren und zu komponieren. Auf den Rat ihres Klavierlehrers hin studierte sie seit Anfang der 1990er Jahre an der Eastman School of Music und der William Paterson University, wo sie von Rufus Reid und Harold Mabern unterrichtet wird. 1996 zog sie nach New York City, wo sie bei Paul Bley und bei Harold Seletsky studiert. Die Musikerin gründete eine eigene Band und wurde ein wichtiger Teil der alternativen Jazzszene von New York. Auf ihrem zweiten Album interpretierte sie mit einer hochkarätig zusammengestellten Band ihre Kompositionen; diese Eigenproduktion wurde von Manfred Eicher ins Programm des von ihm geleiteten Labels ECM übernommen. Auf ihrem 2010 erschienenen dritten Album „And If“ präsentiert sich die Pianistin mit ihrem regulären Trio, mit dem sie bereits seit zehn Jahren in New York arbeitet.
Daneben schreibt sie Kammer- und sinfonische Musik.

## Diskographische Hinweise
- Peel (Orchard Records 1999, mit Andreas Henze, Heinrich Köbberling, Aaron Stewart, Dan Nadel)
- A Long Story (ECM 2004, mit Perry Robinson, Ed Schuller, Paul Motian)
- And If (ECM, 2009, mit Garry Wang, Roland Schneider)
- Anat Fort, Gianluigi Trovesi Birdwatching (ECM, 2016, mit Garry Wang, Roland Schneider)
- Anat Fort Trio: Colour (Sunnyside Records, 2019)
- Anat Fort Trio: The Berlin Sessions (2023)